# SBB Re 4/4 III
Die Re 4/4III oder Re 430 sind Elektrolokomotiven der SBB.
Sie sind bis auf das Getriebe identisch mit der Re 4/4II, haben jedoch auf Grund der anderen mechanischen Übersetzung die verlangte Zugkraftspitze für die Rampenstrecken am Gotthard (und Lötschberg) im verlangten Geschwindigkeitsbereich von 80 km/h. Sie haben aber deshalb auch eine geringere Höchstgeschwindigkeit von 125 km/h und wurden speziell für den Gotthardverkehr im Personen- wie auch im Güterverkehr eingesetzt. Seit der Zuteilung zur Flotte von SBB Cargo sind sie vermehrt auch im Flachland in Güterverkehr eingesetzt.

## Geschichte

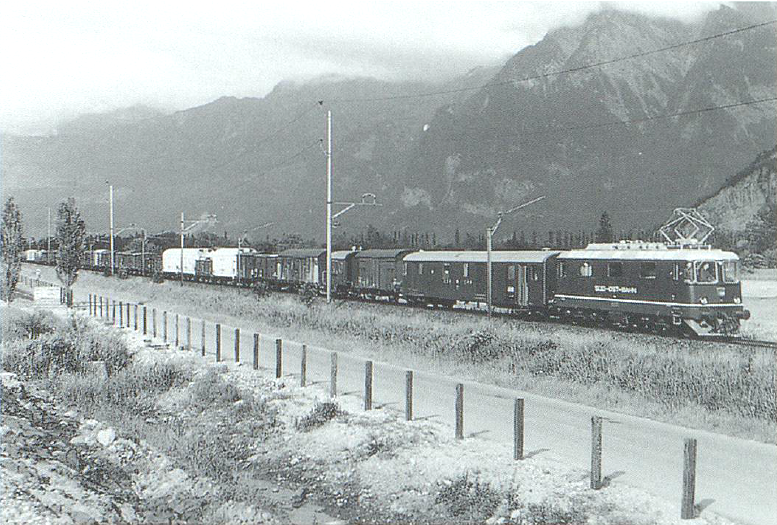
Lastprobefahrt der SOB Re 4/4 41 im St. Galler Rheintal, Juni 1967

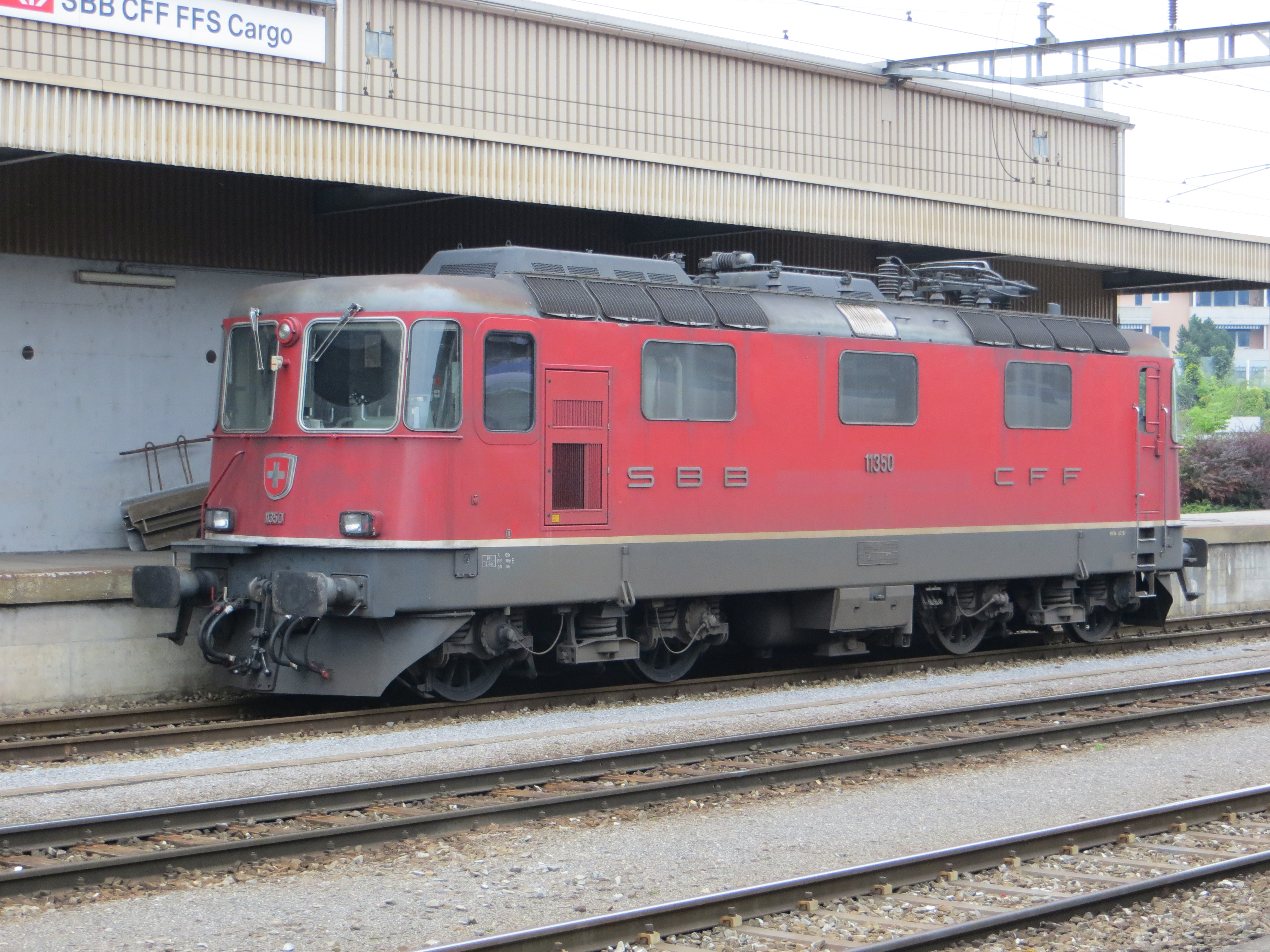
SBB Re 4/4^{III} 11350 ex SOB Re 4/4 41

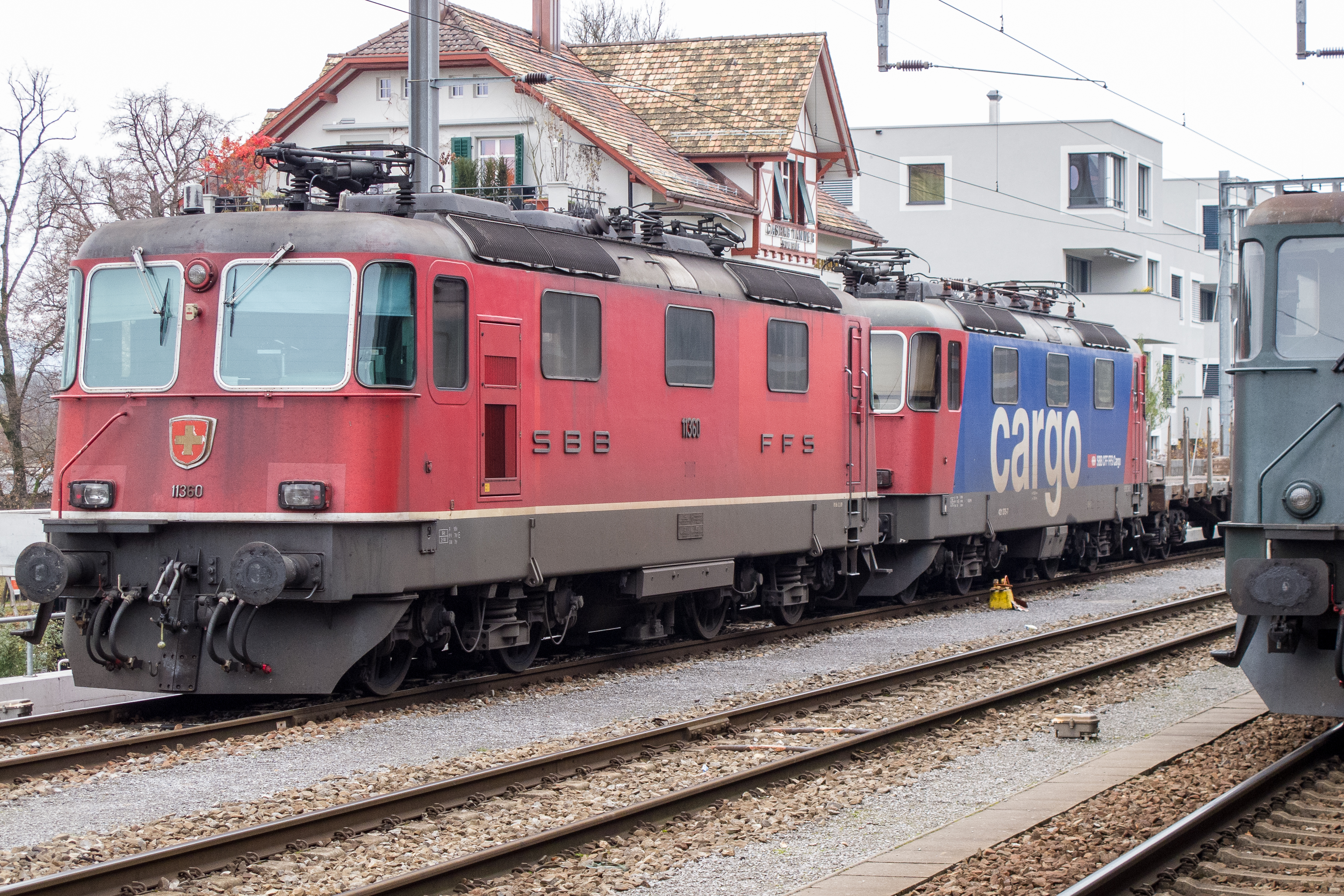
SBB Re 4/4 III (Re 430) Nr. 11360 in Frauenfeld

Diese Bauart geht zurück auf die erste Serie von 50 Re 4/4II, die die SBB im Anschluss an die 6 Prototypen bestellten. Die SBB verkauften die viertletzte Lok der Serie noch während des Baus an die Südostbahn, die auf ihren 50-‰-Rampen oft schwere Pilgerzüge nach Einsiedeln zu befördern hatte. Zur Erhöhung der Zugkraft wurde das Übersetzungsverhältnis geändert, was umgekehrt die Höchstgeschwindigkeit von 140 auf 125 (anfänglich 120) km/h reduzierte. In der Folge wurde die 1966 abgelieferte Lok 41 von den SBB angemietet und versuchsweise im Schnellzugsverkehr am Gotthard eingesetzt. Dies führte dann zur Bestellung von 20 Lokomotiven mit erhöhter Zugkraft. Diese wurden 1970 im Anschluss an die Re 4/4II 11254 als Re 4/4III abgeliefert, während die SOB-Lok noch als Re 4/4 41 beschriftet war.
1983 bis 85 gingen drei dieser Lokomotiven (11351–11353) als Nummern 42–44 an die Südostbahn (SOB) über. Bei einem Loktausch übergaben die SBB 1994–96 der SOB die vier Prototyp-Lokomotiven Re 4/4IV, dafür erhielten die SBB «ihre» drei Re 4/4III wieder zurück plus die ältere SOB-eigene Re 4/4 41. Die SOB-Lokomotive erhielt die Nummer 11350. Letztere weicht von den übrigen Re 4/4III etwas ab. Sie hat im Gegensatz zu ihren Geschwistern den Kasten und Dachaufbau einer Re 4/4II der ersten Serie und besitzt deshalb nur einen Stromabnehmer.
Die Maschinen sind mit Vielfachsteuerung VST IIId ausgerüstet und können somit mit vielen anderen Triebfahrzeugen vielfachgesteuert werden, insbesondere mit Re 6/6, RBe 540 und der Re 465. Ebenso ist die Fernsteuerung von jedem Steuerwagen mit System IIId möglich (einschliesslich eines RBDe 560, der auf Steuerwagen gestellt ist), wovon die SOB Gebrauch gemacht hatte. Der Einsatz einer Re 4/4III in Pendelzügen ist heute nicht mehr vorgesehen, alle 21 (jetzt 20) Re 4/4III gehörten SBB Cargo.
Am 8. April 2023 wurde die letzte Re 4/4III abgebrochen, womit heute keine der 1971 an die SBB gelieferten Re 4/4III mehr existiert.

## Re 4/4 der EBT-Gruppe
Noch vor der SBB erhielt 1969 die Emmental-Burgdorf-Thun-Bahn zwei Re 4/4III (111 und 112), die hauptsächlich für den Güterverkehr vorgesehen waren. 1983 folgte die Lok 113 und je eine für die mitbetriebenen Bahnen Vereinigte Huttwil-Bahnen (Lok 141) und Solothurn-Moutier-Bahn (Lok 181). Nach der Fusion der drei Bahnen zum Regionalverkehr Mittelland wurde Lok 141 zu 114 und 181 zu 115, gleichzeitig wurden die Loks als Re 436 111–115 angeschrieben. Sie wurden nach der Bahnreform, welche es der SBB erlaubte, die Güterzüge im Netzzugang mit ihren Loks direkt ans Ziel zu bringen, nur noch teilweise benötigt. Die Loks wurden deshalb ausrüstungsmässig (Zugsicherung, Funk) den SBB-Loks angeglichen und teilweise an SBB Cargo vermietet, wo sie auch in Vielfachsteuerung mit SBB Re 6/6 am Gotthard zum Einsatz kamen. Sie erhielten einen Anstrich, der dem «Colani-Design» der Re 456 142-143 nachempfunden war. Die Lok 114 und 115 wurden wenig später mit Werbung von zwei Güterkunden beklebt, die Grundfarbe war weiss. Schliesslich wurden die Loks für die Crossrail-Verkehre mit Zügen des kombinierten Verkehrs bis nach Domodossola eingesetzt. Der RM gliederte diesen Verkehr in ein eigenes Unternehmen mit Namen Crossrail AG aus, das Ende 2005, einschliesslich der 5 Lokomotiven, an Babcock & Brown verkauft wurde. Ausser bei Lok 111 wurden die RM- und Werbebeklebungen entfernt, sie blieben in roter Grundfarbe. Zwei Loks (Re 436 113 und 114) wurden seither mit weisser Crossrail- Aufschrift versehen. Die 5 Loks, die ihre RM-Nummern Re 436 111–115 behalten haben, wurden für den Verkehr im Lötschberg-Basistunnel mit ETCS ausgerüstet.
Die Crossrail-Re 436 111, 112, 114 und 115, haben alle bereits die neue Lackierung des Unternehmens und die TSI-Nummern 91 85 4 436 111...115 erhalten.
Anfang März 2017 hat Widmer Rail Services (WRS) die Re 430 112 von Crossrail käuflich erworben. Die Halterkennung wurde von CH-CROSS auf CH-WRSCH geändert, die Nummer bleibt gleich. Die drei weiteren betriebsfähigen Re 430 111, 114 und 115 wurden ab 1. April 2017 vorerst bis Ende Jahr gemietet. Auf den Fahrplanwechsel im Dezember 2017 hat WRS auch die übrigen Re 430 111, 114 und 115 übernommen. Die 430 112, 111 und erhielten ein neues Erscheinungsbild in den Hausfarben von WRS. Seit 20. Juli 2018 trägt die Lokomotive 430 114 eine Vollwerbung für die Firma Synopsis.

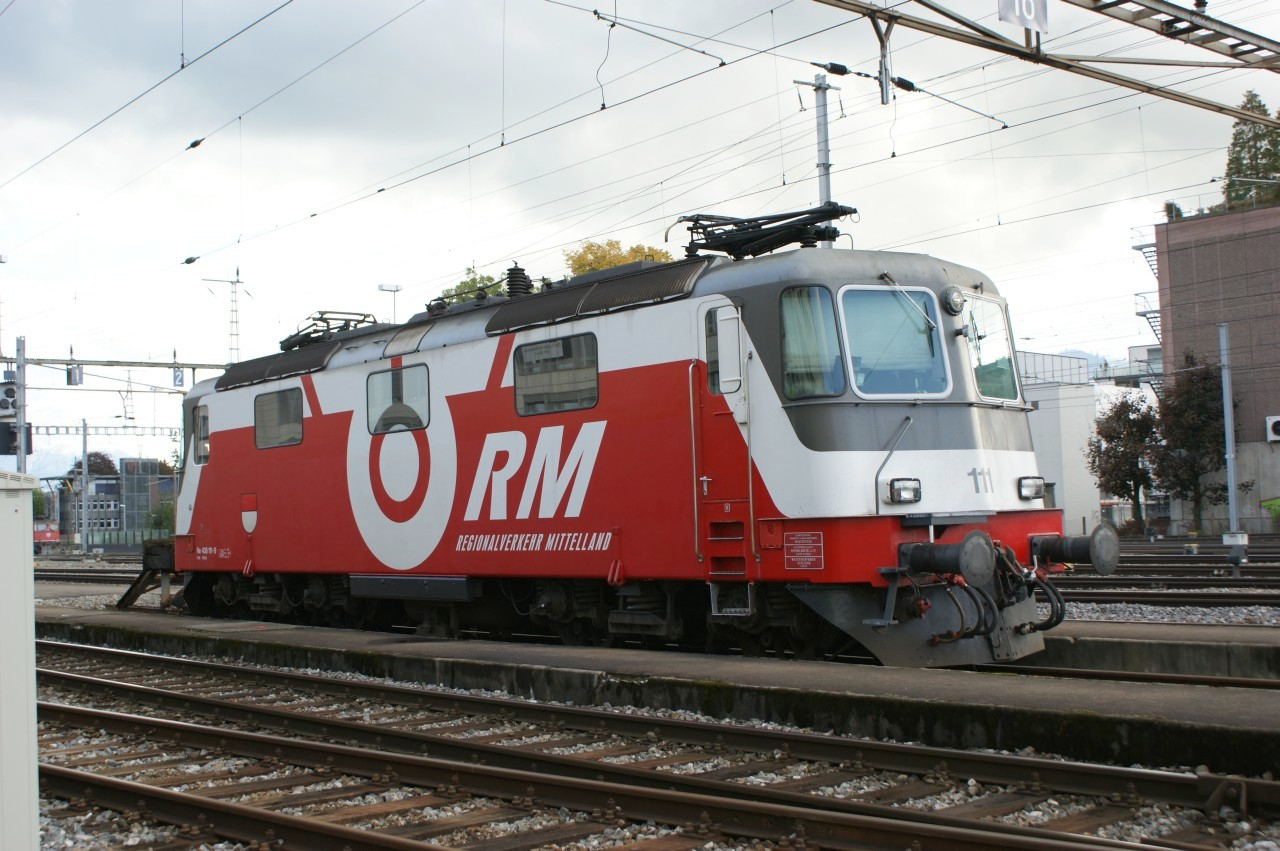
Re 436 111 mit "Colani"-Anstrich am 4. Oktober 2008 in Thun
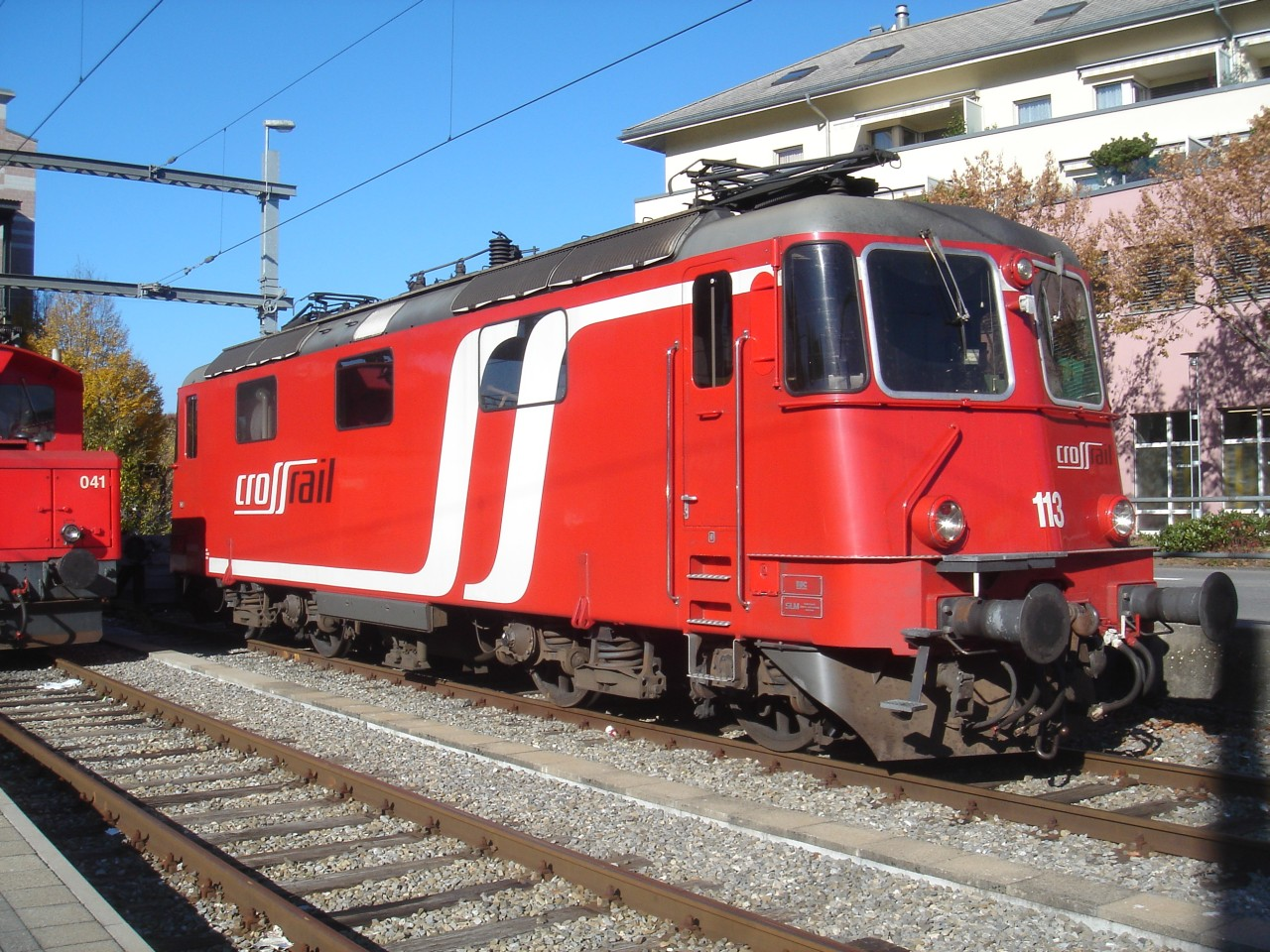
Re 436 113 mit Crossrail-Aufschriften am 2. November 2007 in Thun
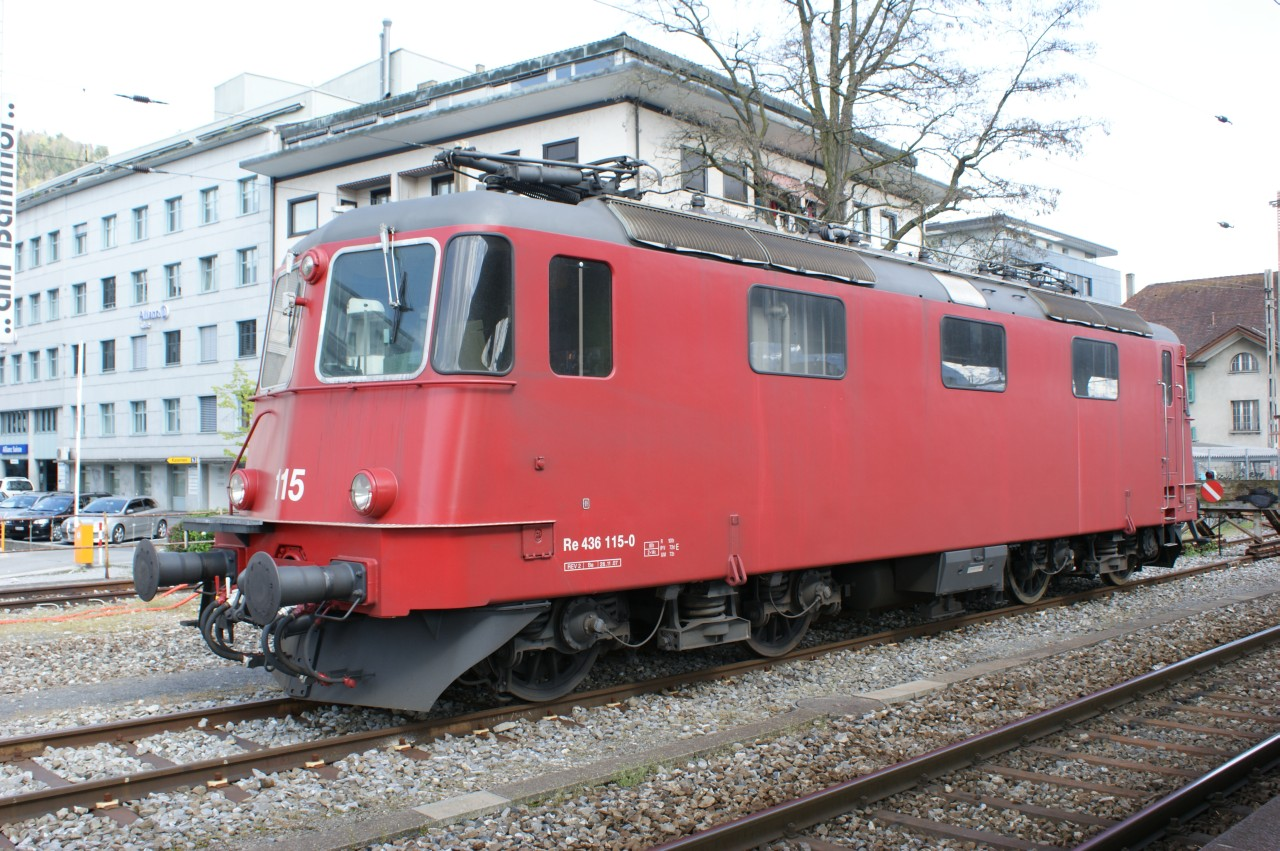
Re 436 115 ganz in rot am 1. Mai 2008 in Thun

## Unfälle, Ausrangierungen
- Am 28. Januar 2010 kollidierten in Brig zwei Güterzüge von BLS und Crossrail, derjenige der BLS bespannt mit der Re 485 002, derjenige von Crossrail mit der Re 436 113 und der 185 596. Die Re 436 113 wurde dabei zwischen den beiden Bombardier TRAXX eingeklemmt und erlitt schwere Schäden an beiden Führerständen.[7] Am 20. Februar 2010 wurde sie in die SBB-Werkstätte nach Bellinzona überführt, wo sie bis im Jahr 2017 stand. Im Oktober 2017 wurde sie durch die Vismara SA aus Lugano abtransportiert und verschrottet.
- Bei einer Kollision mit der DB 185 105 auf der Rheinbrücke in Basel am 27. Februar 2013 wurde die Nummer 11365 so stark beschädigt, dass sie per 16. Oktober 2013 ausrangiert und Ende Juni 2014 in Kaiseraugst abgebrochen wurde.[8]
- Am 27. Juni 2019 wurde die Re 4/4III 11360 zu Vismara in Lugano zum Abbruch überführt, nachdem sie im Dezember 2018 bei einem Anprall in Langenthal beschädigt worden war.[9]
- Am 12. Februar 2020 wurde die revisionsfällige Re 4/4III 11355 zu Vismara zum Abbruch überführt.[10]
- Am 5. Dezember 2020 wurden die Re 4/4III 11363 und 11369 nach Kaiseraugst zum Abbruch überführt.[11]
- Im Dezember 2020 wurde die Re 4/4III 11362 nach Kaiseraugst zum Abbruch überführt.[12]
- Ende März 2021 wurde die Re 4/4III 11351 nach Kaiseraugst zum Abbruch überführt.[13]
- Am 11. Juni 2021 wurden die Re 4/4III 11352, 11357 und 11368 nach Emmenbrücke zum Abbruch überführt.[14]
- Am 10. Juli 2021 wurde die Re 4/4III 11364 nach Emmenbrücke zum Abbruch überführt.[15]
- Am 6. August 2021 wurden die Re 4/4III 11354 und 11367 nach Davesco zum Abbruch überführt.[16]
- Im November 2021 wurde die Re 4/4III 11361 nach Davesco zum Abbruch überführt.[17]
- Am 22. Januar 2022 wurde die Re 4/4III 11366 nach Emmenbrücke zum Abbruch überführt.[18]
- Am 8. Oktober 2022 wurde die Re 4/4III 11359 nach Emmenbrücke zum Abbruch überführt.[19]
- Am 22. Oktober 2022 wurden die Re 4/4III 11353 und 11358 nach Emmenbrücke zum Abbruch überführt.[20]
- Am 8. April 2023 wurden die Re 430 356 und die Re 4/4III 11370 nach Emmenbrücke zum Abbruch überführt. Somit existiert keine der 1971 an die SBB gelieferten Re 4/4III 11351–11370 mehr.[1]